# Дзвінкий ретрофлексний одноударний
Ретрофлексний одноударний — приголосний звук, що існує в деяких мовах. У Міжнародному фонетичному алфавіті записується як ⟨ɽ⟩ («r» із загнутим праворуч гачком). В українській мові цей звук передається на письмі літерою р.

## Назва
- Ретрофлексний одноударний (англ. retroflex flap)

## Властивості
Властивості ретрофлексного одноударного:
- Тип фонації — дзвінка, тобто голосові зв’язки вібрують від час вимови.
- Спосіб творення — одноударний, тобто одним м’язовим скороченням один артикулятор коротко ударяється об інший.
- Місце творення — ретрофлексне, що прототипічно означає, що кінчик язика загинається вгору до твердого піднебіння.
- Це ротовий приголосний, тобто повітря виходить крізь рот.
- Це центральний приголосний, тобто повітря проходить над центральною частиною язика, а не по боках.
- Механізм передачі повітря — егресивний легеневий, тобто під час артикуляції повітря виштовхується крізь голосовий тракт з легенів, а не з гортані, чи з рота.

## Приклади
| Мова                    | Мова                    | Слово | МФА       | Значення | Примітки                                    |
| ----------------------- | ----------------------- | ----- | --------- | -------- | ------------------------------------------- |
| гіндустані              | гіндустані              | बड़ा    | [bəɽäː]   | великий  | Див. фонетика гіндустані                    |
| голландська (пн. діал.) | голландська (пн. діал.) | riem  | [ɽim]     | пояс     | Алофон /r/. Див. голландська фонетика       |
| непальська              | непальська              | भाड़ा    | [bʱaɽa]   | рента    | Див. непальська фонетика                    |
| норвезька (сх. діал.)   | норвезька (сх. діал.)   | blad  | [bɽɑː]    | листок   | Алофон /l/ або /r/. Див. норвезька фонетика |
| пенджабська             | пенджабська             | ਘੋੜਾ    | [kòːɽɑ̀ː]  | кінь     |                                             |
| хауса                   | хауса                   | bara  | [bəɽa]}}  | слуга    |                                             |
| шведська (цен. діал.)   | шведська (цен. діал.)   | blad  | [bɽɑː(d)] | листок   | Алофон /l/. Див. шведська фонетика          |